# Nagari Ganggo Hilia
Nagari Ganggo Hilia is een bestuurslaag in het regentschap Pasaman van de provincie West-Sumatra, Indonesië. Nagari Ganggo Hilia telt 7260 inwoners (volkstelling 2010).